# Terminthia paniculata
Terminthia paniculata là một loài thực vật có hoa trong họ Đào lộn hột. Loài này được (Wall. ex G. Don) C.Y. Wu & T.L. Ming miêu tả khoa học đầu tiên năm 1979.